# Pedro Abreu
Pour les articles homonymes, voir Abreu.
Pedro Abreu, né le 1er février 1957, est un ancien joueur cubain de basket-ball.